# 竹林やゑ子
竹林 やゑ子（たけばやし やえこ、1906年（明治39年）6月14日 - 2010年（平成22年）4月9日）は、日本の料理研究家、科学者。福井県出身。東京都中野区に在住したが、晩年は神戸市で過ごした。長年、公立学校などで使用される食品成分表編纂にも携わり、製菓会社との研究開発も行っていた。

## 経歴
1929年（昭和4年）、東京女子高等師範学校家事科卒業。青森県女子師範学校教諭、福井師範学校教授、福井大学助教授、東京都立立川短期大学教授、東京学芸大学講師、国際文化カレッジ講師を歴任した。

## 著書
- 『献立と調理のための食品成分表』
- 『洋菓子材料の調理科学』
- 『健康アップ食品成分表』
- 『洋菓子教本―製菓の理論と実際』

特に『洋菓子材料の調理科学』は1979年（昭和54年）初版刊行以降、四半世紀に渡って、教科書として学生や技術者に利用されている。

## エピソード
- 青森女子師範学校教諭時代、家庭の事情で通学出来なくなった生徒に対し、生徒の学費や卒業までの家族の生活費の一部をひそかに援助していた。
- チョコレートが好きで、90歳を過ぎてもトリュフチョコレートを作り、友人や家族にプレゼントしていた。